# Erik XIV (pjäs)
Erik XIV  är en teaterpjäs i fyra akter av August Strindberg. Pjäsen har följande indelning:
- Akt I. Terrass på Stockholms slott
- Akt II. Ett stort rum hos Göran Persson
- Akt III. Fonden Mälarlandskap i aftonbelysning
- Akt IV. Köket hos Måns Knekt, Karin Månsdotters far

## Tillkomst
August Strindberg skrev pjäsen Erik XIV under några sommarveckor 1899. Strindberg hade hyrt en stuga i Furusund och där tog dramat form. Pjäsen Erik XIV fogar sig till två andra historiska pjäser skrivna strax innan: Folkungasagan och Gustav Vasa.

## Uppsättningar
Erik XIV hade urpremiär november 1899. Hösten/vintern 2005/2006 spelades pjäsen på Stockholms stadsteater med Jonas Karlsson i titelrollen, Stina Rautelin som Karin Månsdotter och Leif Andrée i rollen som Göran Persson.